# Eivør Pálsdóttir
Eivør Pálsdóttir (Syðrugøta, Islas Feroe, 21 de julio de 1983) cantautora feroesa.
Eivør es hija de Sædis Eilifsdóttir y Páll Jacobsen. Siguiendo la Convención feroesa de apellidos, es la hija de Páll: Pálsdóttir.
Su voz de amplio registro ha abarcado géneros tan dispares como el folk, el jazz, la música clásica o el pop. Sus características comunes con Björk la han hecho muy conocida en Islandia, además de servirle de puente para hacer carrera en Dinamarca, Escandinavia, el resto de Europa y América del Norte.

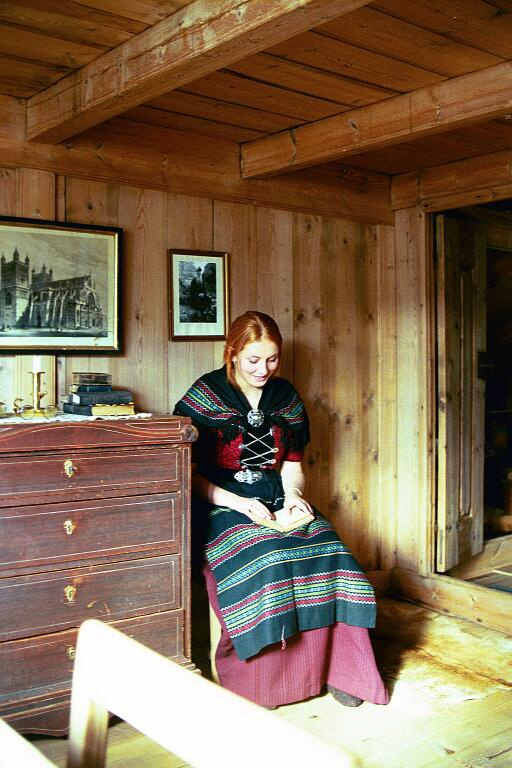
Eivør Pálsdóttir con un vestido tradicional feroés en el museo Blásastova en Gøta.

Con 12 años viajó con un coro a Italia. Con 13 actuó por primera vez en la televisión feroesa y ganó un concurso nacional. Con 15 se unió a la banda de rock Clickhaze.
En 2000 se editó su primer álbum Eivør Pálsdóttir, de canciones feroesas tradicionales y canciones religiosas entre otras músicas como el jazz. Todas las canciones están en feroés, salvo una en danés.
En 2001 ganó el festival feroés Prix Føroyar. En 2002, fue a Reikiavik para estudiar música y poco después le llegó el reconocimiento internacional, comenzando por los países nórdicos.

## Discografía
- Eivør Pálsdóttir (SHD 50, tutl 2000)
- Clickhaze (HJF 91, tutl 2002)
- Yggdrasil (HJF 88, tutl 2002)
- Krákan (12T001, 12 tónar 2003)
- Eivør (12T010, 12 tónar 2004)
- Trøllabundin (con Danmarks Radio Bigband 2005)
- Human Child (2007)
- Mannabarn (R 60116-2, RecArt Music 2007, versión en feroés de Human Child)
- Eivör Live (2009)
- Undo your mind EP (2010)
- Larva (2010)
- Room (SHD145, Tutl Records, 2012)
- The Color of Dark (con Lennart Ginman) (2014)
- Bridges (2015)
- Slør (2015)
- At The Heart Of A Selkie (con Peter Jensen & The Danish Radio Big Band, y el Conjunto Vocal Nacional Danés (SHD175, Tutl Records, 2016)
- Slør (AGs1701, Tutl Records, licensed to A&G Records Ltd., Edición en inglés de Slør, 2017)
- Memories of mother (God of War soundtrack, 2018}

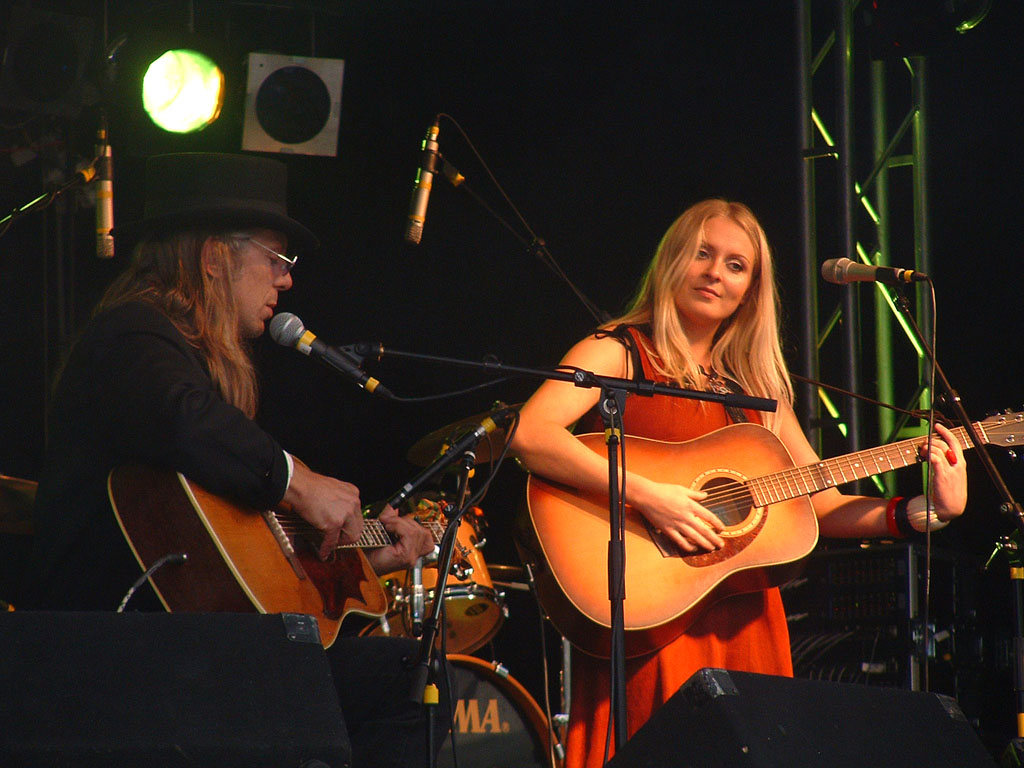
Eivør tocando con el músico canadiense Bill Bourne en el G! Festival de 2004.

- Segl (2020)
- Enn (2024)